# Canais de Amesterdã
Os Canais de Amesterdã (português brasileiro) ou Amesterdão (português europeu) é um conjunto de canais concêntricos em Amesterdã. A capital da Holanda, é chamada de Veneza do Norte por seus mais de 100 quilômetros de canais, cerca de 90 ilhas e 1500 pontes. Os três principais canais, Herengracht, Prinsengracht, e Keizersgracht, cavados no século XVII durante a Idade de Ouro Holandesa, formam cinturões concêntricos ao redor da cidade, conhecidos como Grachtengordel. Ao longo dos canais existem 1550 monumentos. A área de canais do Século XVII, incluindo Prinsengracht, Keizersgracht, Herengracht e Jordaan, foram incluídas na lista de Patrimônio Mundial da UNESCO em 2010. Em junho de 2022, o site de viagens estadounidense TripAdvisor chamou um passeio de barco pelos Canais de Amsterdã a 'melhor experiência do mundo'.

## História

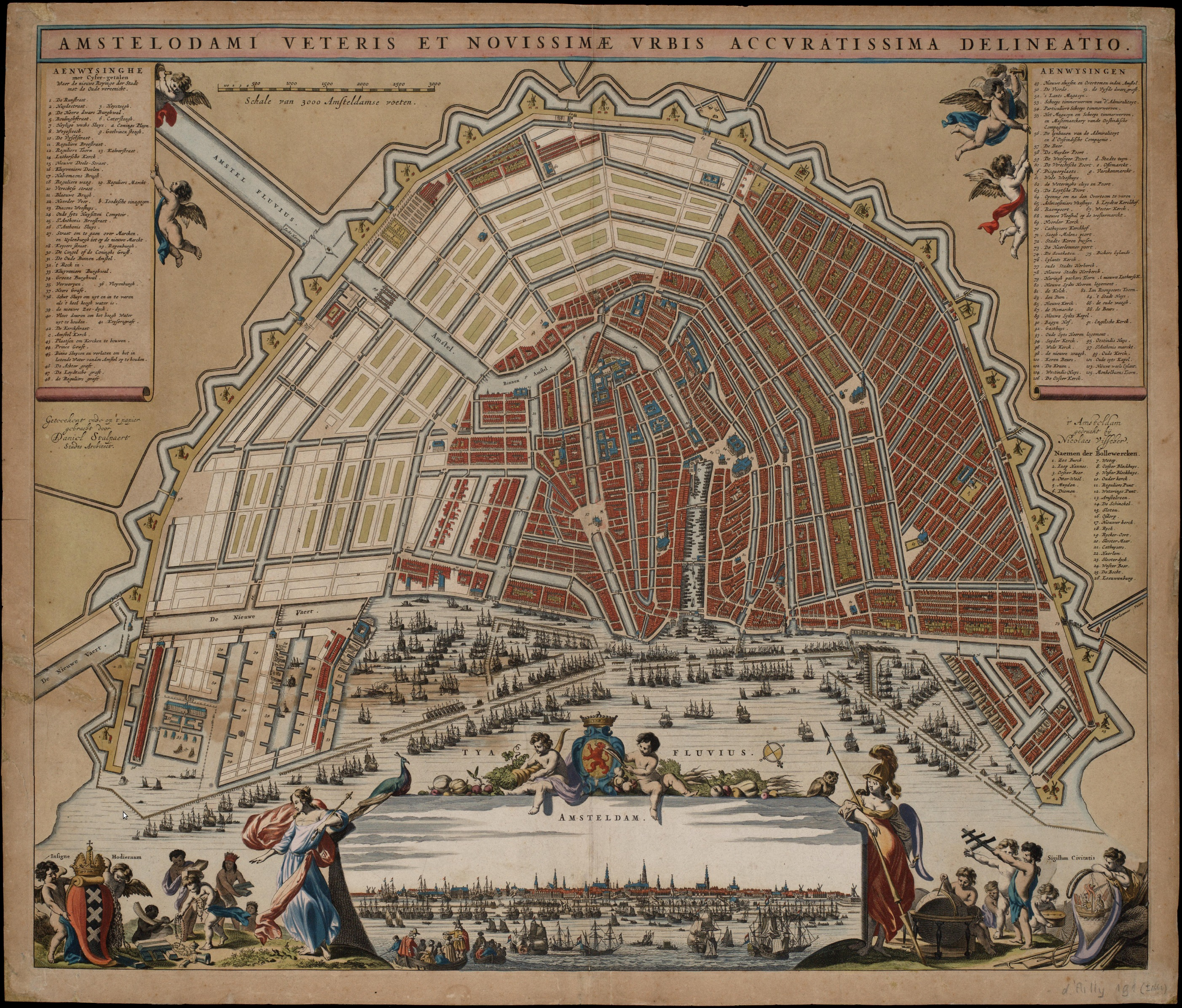
Mapa mostrando Amesterdã e seus canais em 1662.

Muito do sucesso do sistema de canais de Amsterdã deve-se ao planejamento da cidade. No começo do Século XVII, com a alta imigração, um plano foi posto em ação, consistindo de quatro meios-círculos principais, concêntricos com término na Baía de Amsterdã. Conhecido como "grachtengordel"  três dos canais foram usados mais como desenvolvimento residencial (Herengracht ou Canal dos Patrícios; Keizersgracht ou Canal do Imperador; e Prinsengracht ou Canal do Príncipe) e um quarto, mais externo, Singelgracht, para propósitos de defesa e manejo da água. O plano também visava interconectar os canais em torno de um raio; um conjunto de canais paralelos no bairro de Jordaan; a conversão de um canal perimetral interno já existente (Singel) com propósito defensivo alterando-o para fins comerciais e residenciais; e mais de 100 pontes. O propósito defensivo do Nassau/Stadhouderskade foi servido por um fosso e diques, com comportas de trânsito mas sem superestruturas de alvenaria.
A construção avançou de oeste para leste, em toda a largura do layout, como um limpador de para-brisa gigantesco, como o historiador Geert Mak o chama - não do centro para fora como diz um mito popular. A construção do setor noroeste foi iniciada em 1613 e concluída por volta de 1625. Após 1664, a construção no setor sul foi iniciada, embora lentamente devido ao clima econômico. A parte oriental do plano concêntrico do canal, cobrindo a área entre o rio Amstel e a Baía de IJ, não foi implementada por um longo tempo. Nos séculos seguintes, o terreno foi destinado principalmente para parque, jardim botânico, lares para idosos, teatros e outras instalações públicas, e também para hidrovias.

## Canais famosos do cinturão de canais
- Singelgracht
- Herengracht
- Keizersgracht
- Prinsengracht
- Zwanenburgwal
- Brouwersgracht
- Kloveniersburgwal
- Brantasgracht
- Lamonggracht
- Majanggracht
- Seranggracht

## Galeria de imagens

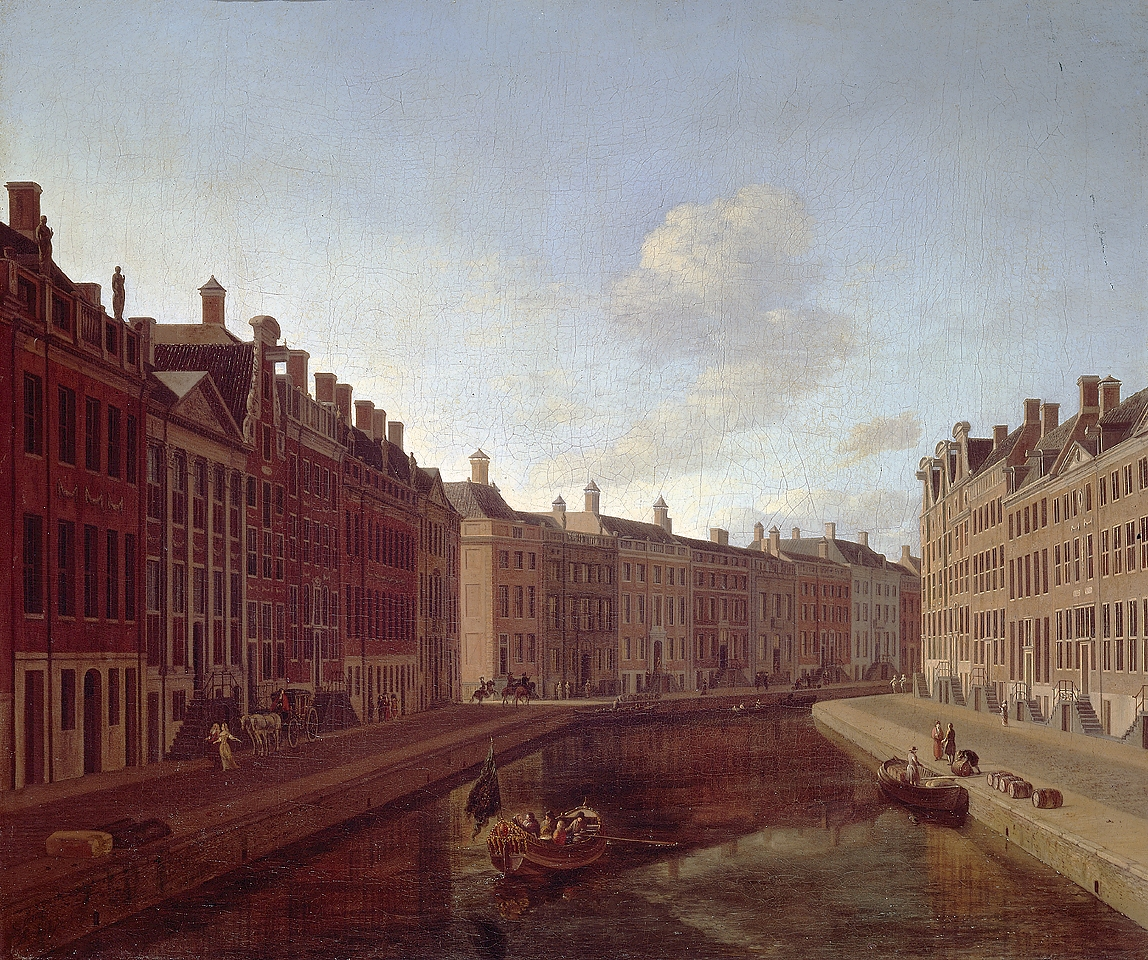
Gouden Bocht (Curva de Ouro)
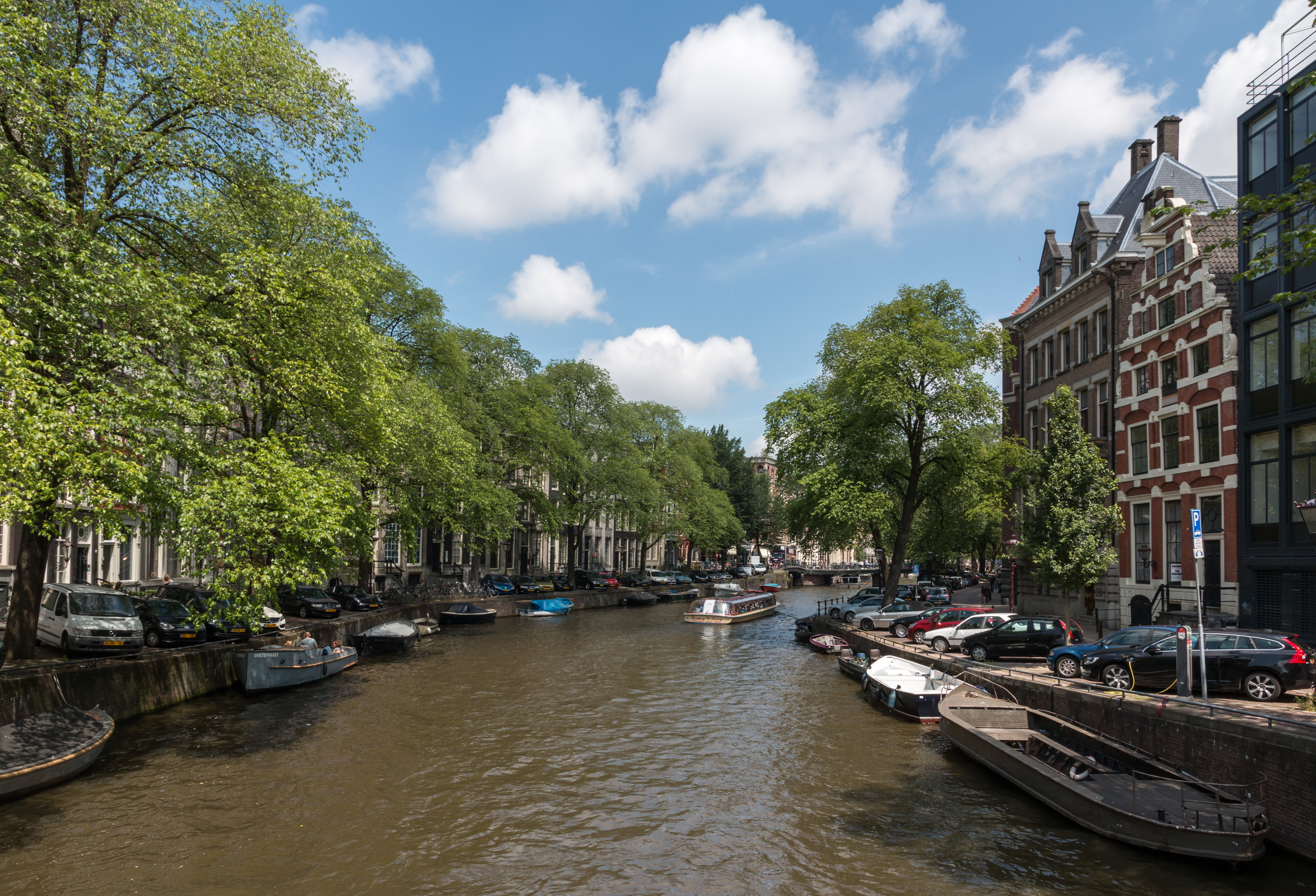
Herengracht
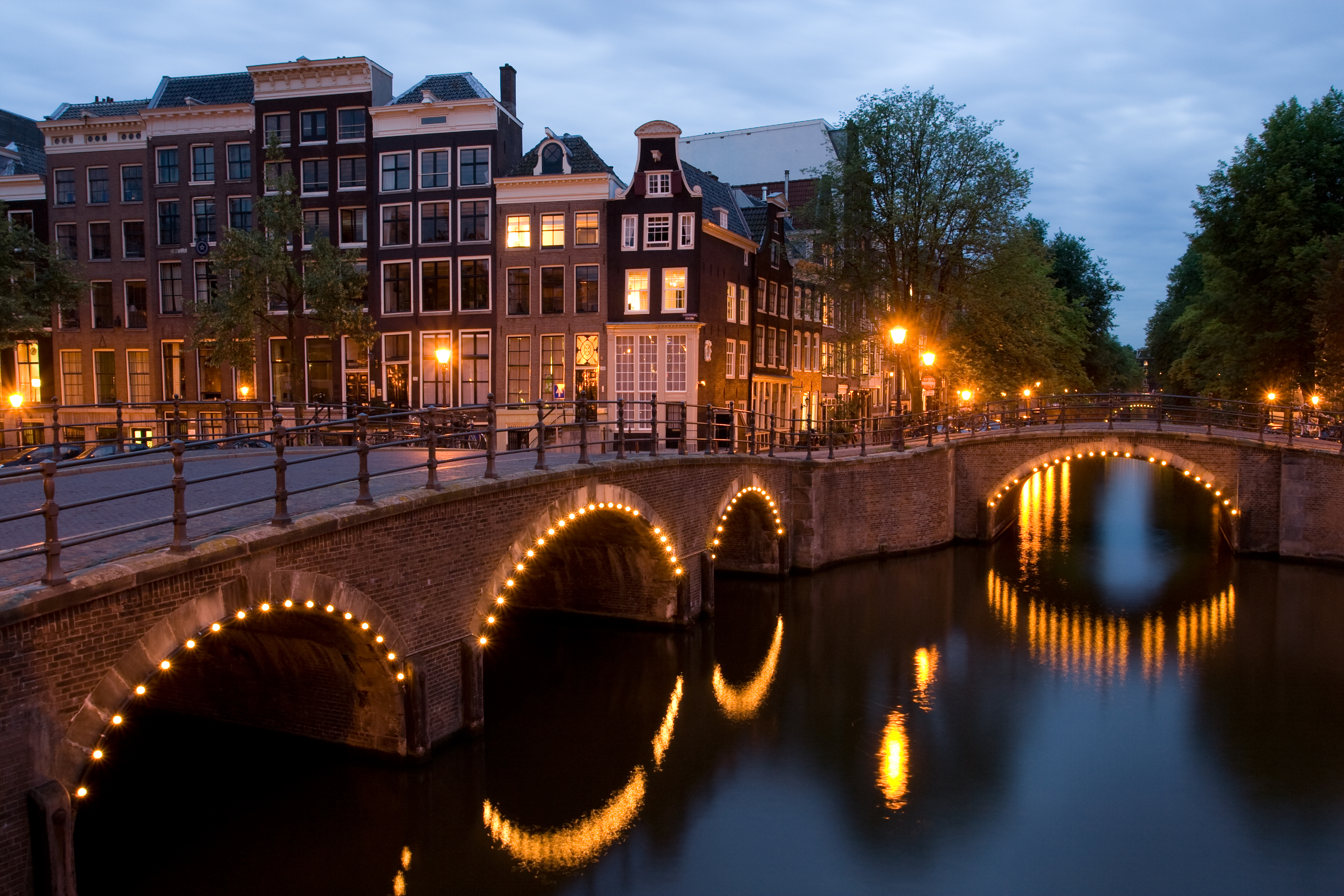
Keizersgracht
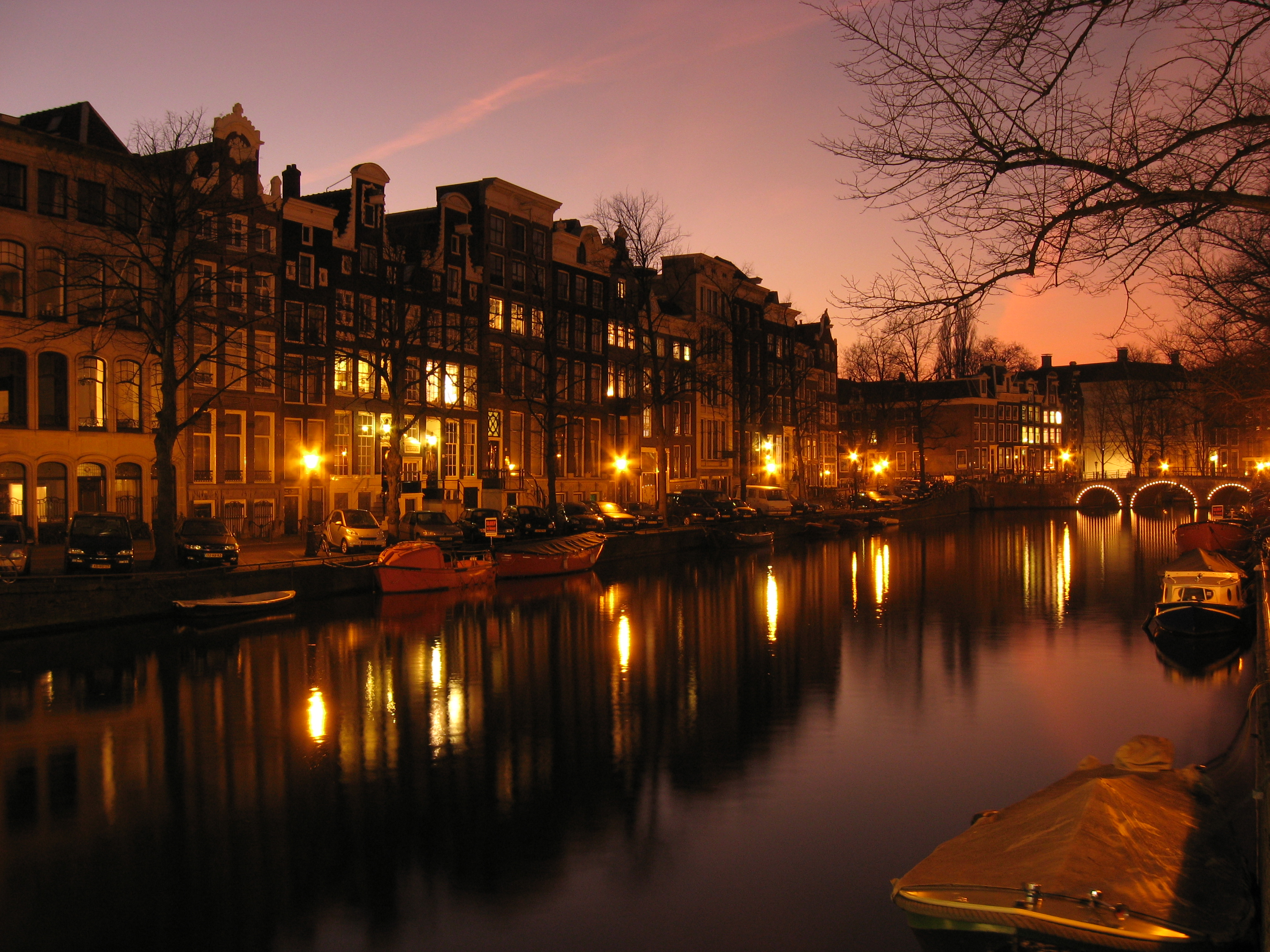
Prinsengracht
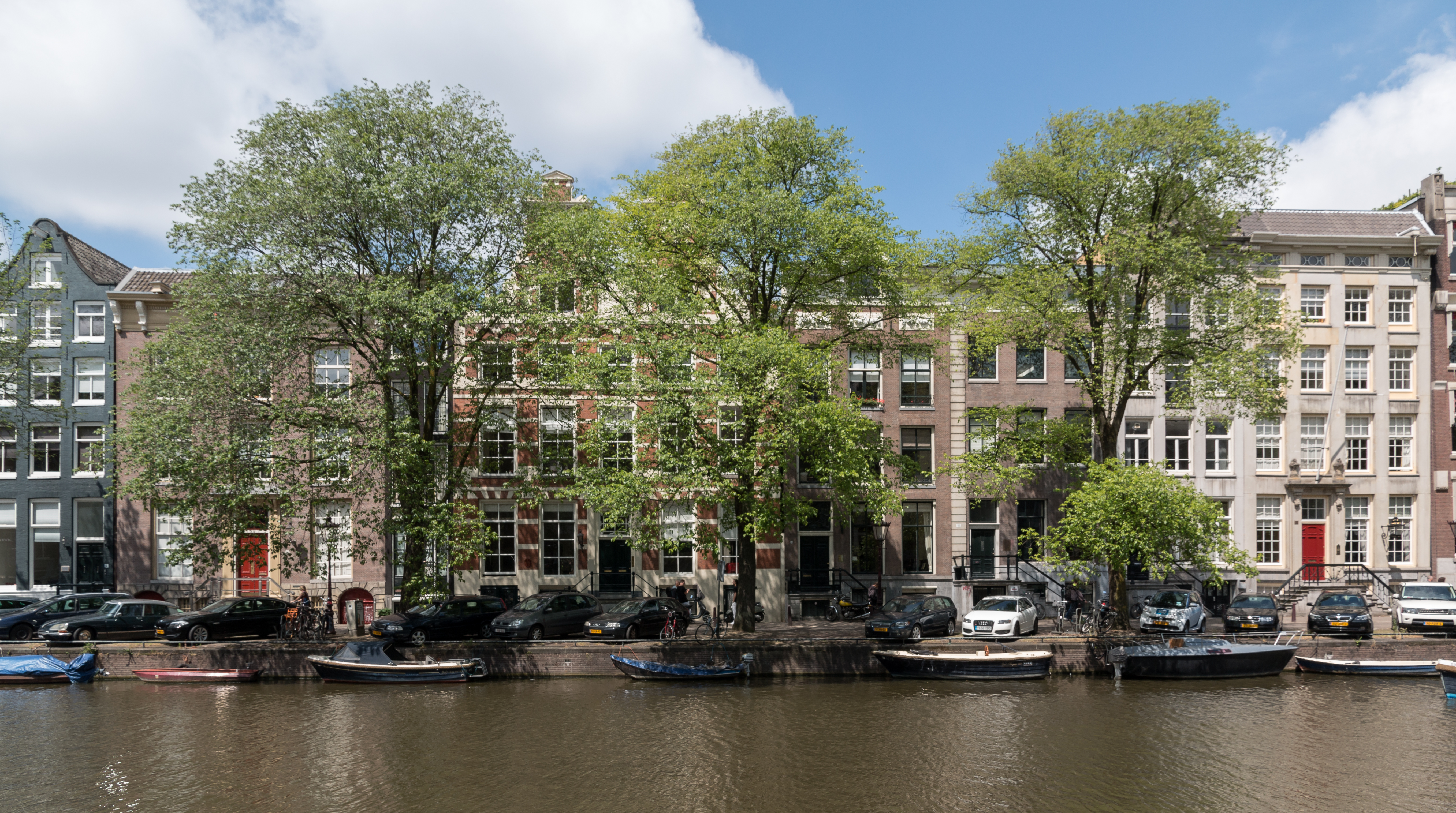
Singelgracht
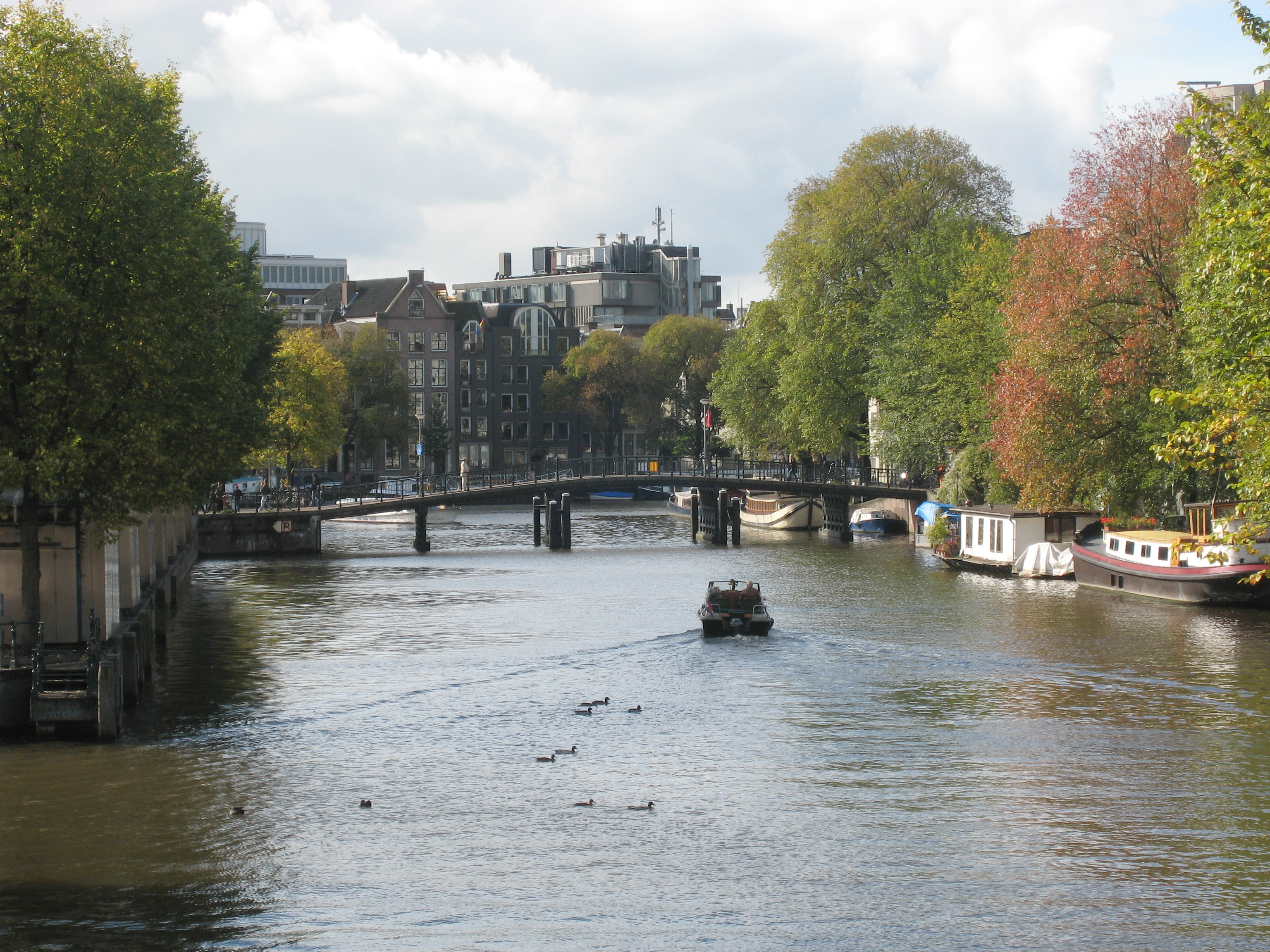
Zwanenburgwal

## Planos
Desde a construção dos canais, estes foram planejados para se conectaram do Norte ao centro da cidade. Em 1999, o plano foi terminado.